# توم مور
توماس «توم» مور (بالإنجليزية: Tomm Moore)‏ (ولد في 7 يناير 1977) هو مخرج أيرلندي، مختص بالرسوم المتحركة، رسام وفنان كاريكاتير. وهو مؤسس مشارك لشركة كارتون صالون، وهي شركة واستوديو للرسوم المتحركة، ومقرها في كيلكيني، أيرلندا. وقد تلقى أول فيلمين روائيين هما «سر كيلز» (2009) وأغنية من البحر (2014) إشادة حادة، وتم ترشيحهما لجائزة الأوسكار لأفضل فيلم رسوم متحركة.

## وصلات خارجية
- توم مور على موقع IMDb (الإنجليزية)
- توم مور على موقع روتن توميتوز (الإنجليزية)
- توم مور على موقع ألو سيني (الفرنسية)
- توم مور على موقع أول موفي (الإنجليزية)
- توم مور على موقع قاعدة بيانات الأفلام السويدية (السويدية)
- توم مور على موقع ديسكوغز (الإنجليزية)
- توم مور على موقع قاعدة بيانات الفيلم (الإنجليزية)
- توم مور على موقع كينوبويسك (الروسية)